# Nilkrokodil

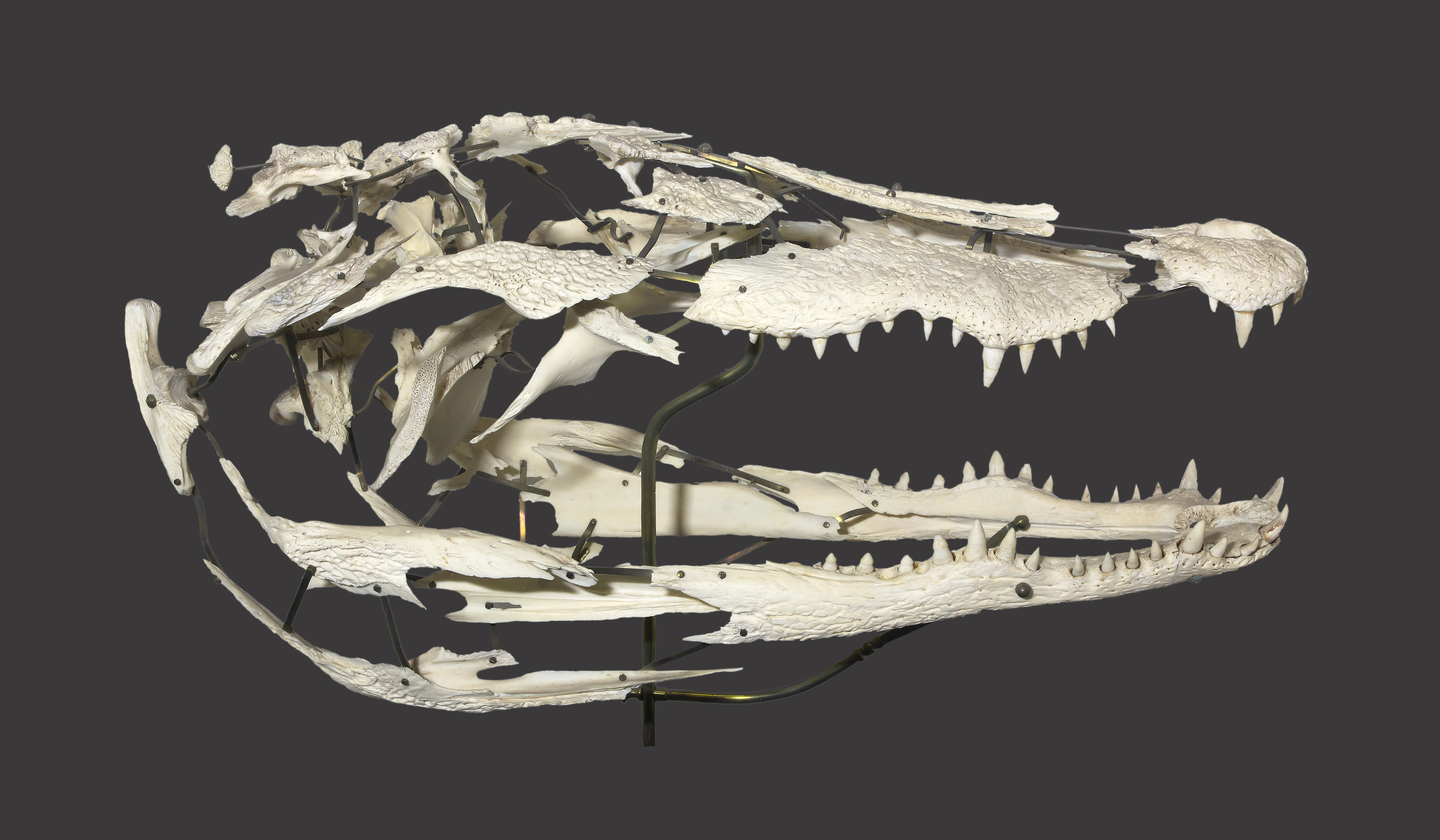
Crocodylus niloticus

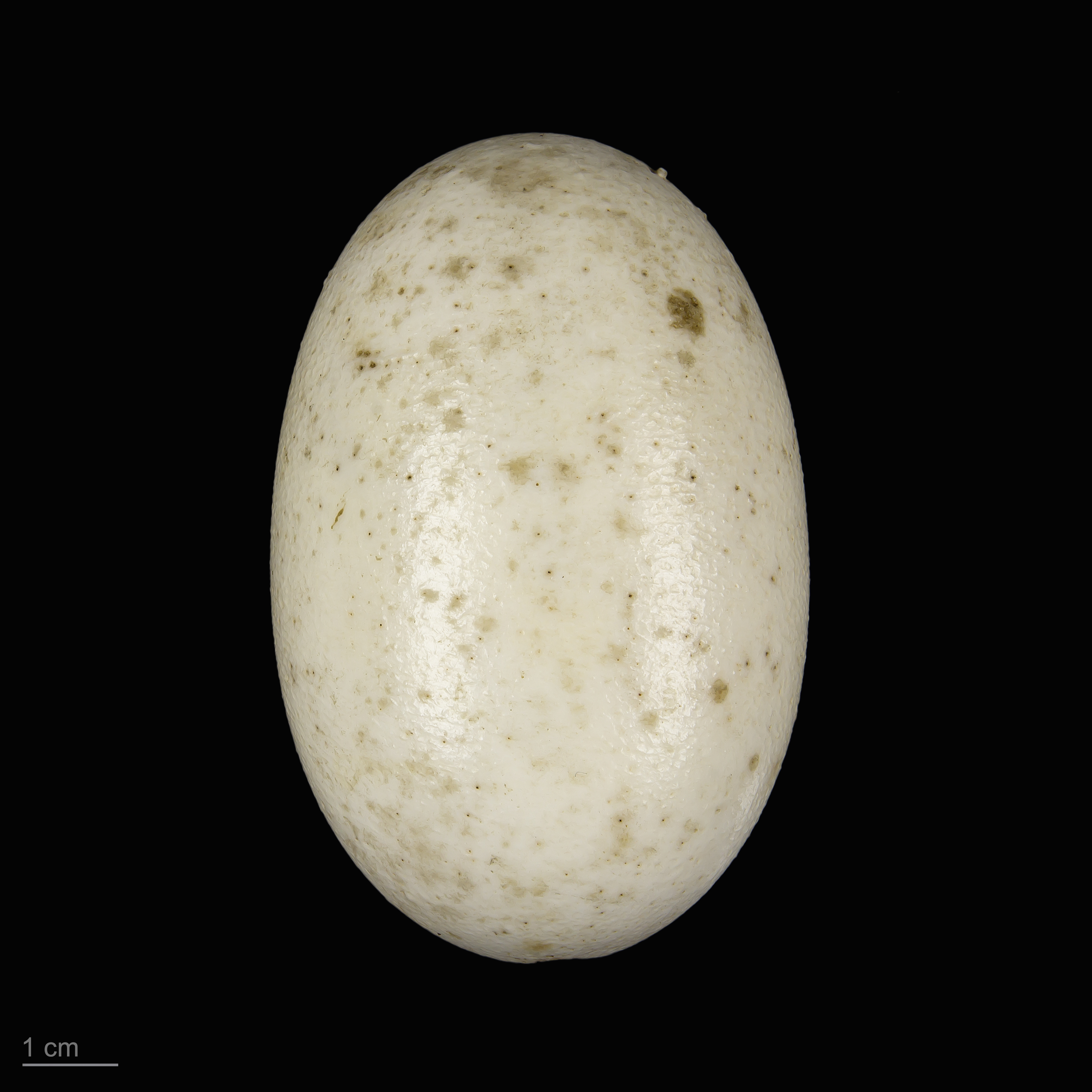
Crocodylus niloticus

Nilkrokodilen (Crocodylus niloticus) är en reptil i familjen krokodiler som lever i Afrika. 

## Utseende
Nilkrokodilen är den näst största krokodilen efter saltvattenkrokodilen. Hanarna väger vanligtvis runt 500 kilogram och är 3,5–5 meter långa men äldre exemplar kan väga 1000 kilogram och bli 5,5 meter långa. Det största exemplar som har mätts fångades i Tanzania och var 6,45 m lång och vägde 1090 kg. Honorna som är kortare och mindre än hanarna brukar väga mellan 230 och 300 kilogram och vara 2,5 till 4 meter långa.
Halsen och kroppssidorna är besatta med släta hornplåtar. Grundfärgen är mörkt bronsgrön, med små, svarta fläckar på ryggen. På kroppens sidor och på halsen finns oregelbundna mörkare fläckar. De undre kroppsdelarna är smutsgula, dock växlande. Krokodilens kött har en mycket genomträngande mysklukt, men har ändå ätits av vissa folkgrupper.

## Utbredning och habitat
Nilkrokodilen lever i Afrika, från Nilen till Godahoppsudden, Syrien och Madagaskar. I kärr, sjöar, träsk och på sandbankar är det ganska vanligt. I Egypten, där den förr var talrik, är den sedan länge utrotad norr om Assuan men finns i Nassersjön där den är utsatt för tjuvjakt.
I "Djurens liv" uppger Brehm att nilkrokodilen fanns i nuvarande Syrien fram till åtminstone 1870-talet, men att en särskild jaktexpedition 1880 inte lyckades finna några exemplar. Vad är därutöver känt om nilkrokodilens tidigare förekomst i Syrien och Mellanöstern.

## Ekologi
I vattnet är den ganska vig och simmar och dyker med stor snabbhet. Nilkrokodilerna kan simma i en hastighet på ungefär 15 km/h med hjälp av sin kraftfulla svans. På land är den mindre rörlig, eftersom buken släpar i marken. Dock kan den rusa raskt i hastigheter kring 25 km/h kortare sträckor ned till och upp ur vattnet. Om krokodilen ofredas blir den skygg och drar sig undan i tid för människor. Om dess levnadssätt kan nämnas att den vanligen vid middagstiden stiger upp ur vattnet för att sola sig och sova. Den kan inte sova i vattnet eftersom den ungefär var tionde minut måste upp till ytan för att hämta luft. Sömnen är inte särskilt djup. När den sover ligger den nästan alltid i krökt ställning med stjärtspetsen nere i vattnet. Så tillbringar krokodilen, ofta i stort sällskap, tiden till solnedgången, då den ger sig iväg för att söka byte, vilket utgörs av fisk, större och mindre däggdjur, vadare och simfåglar. 
På dagarna brukar nilkrokodilen sola sig på sandbankarna i flera timmar. Den sparar på detta sätt energi mycket effektivt. Den kan klara sig utan mat i flera månader eller till och med i ett helt år.
Nilkrokodilen beskrevs ganska väl redan av Herodotos. De forntida egyptierna balsamerade nilkrokodilen.  

### Föda
Nilkrokodilens föda utgörs av större däggdjur som till exempel antiloper, gnuer och zebror men den äter även mindre bytesdjur som fisk och mindre vattenlevande smådjur. Även lejon, giraffer och människor blir mer sällsynt deras byten. De kan vänta i timmar i vattnet på sitt byte och när bytesdjuren kommer till vattenhålet för att dricka simmar krokodilen sakta närmare och när den är tillräckligt nära hoppar den upp och sliter ner sitt byte. När nilkrokodilen har dödat sitt byte gör den en dödsrullning för att slita loss köttstycken eftersom den inte kan tugga. Dödsrullningens hastighet är 360 grader på mindre än en halv sekund (lika snabbt som hos en alligator). Nilkrokodilen har en bitkraft på 13 ton.

### Fortplantning
Sexuell aktivitet startar under den regniga säsongen i oktober. Stora hanar kan äga en 20 km lång flod och ha ett harem bestående av cirka 20 honor. Honorna har speciella spermauttag som kan lagra och befrukta sperman från flera olika hanar, vilket medför att avkomman har flera fäder. Att honor kan lagra sperma från flera hanar motverkar inavel, eftersom en hane stannar vid sitt bo under hela livet och parar sig med nära honor. Alltså skulle en familj bo vid samma flod och även para sig med varandra om det inte vore för spermalagringen. Honor går in i transtillstånd när de lägger ägg. Mogna honor lägger upp till 60 ägg på några timmar. Ett band syns på ägget efter några dagar vilket indikerar att de är fertila. Ägg kläcks i nästet efter cirka 80 dagar. Modern kan reabsorbera äggen och använda dem som näring i extrema fall.